# بیلی کانینگهام
بیلی کانینگهام (انگلیسی: Billy Cunningham؛ زادهٔ ۳ ژوئن ۱۹۴۳) بازیکن بسکتبال اهل ایالات متحده آمریکا است.
از باشگاه‌هایی که در آن بازی کرده‌است می‌توان به فیلادلفیا سونتی‌سیکسرز اشاره کرد.